# Acanthocepola
Acanthocepola és un gènere de peixos pertanyent a la família dels cepòlids.

## Taxonomia
- Acanthocepola abbreviata (Valenciennes, 1835)[2]
- Acanthocepola indica (Day, 1888)[3]
- Acanthocepola krusensternii (Temminck & Schlegel, 1845)[4]
- Acanthocepola limbata (Valenciennes, 1835)[2]